# Phare de Gabès
Le phare de Gabès est un phare situé dans la ville de Gabès (dépendant du gouvernorat de Gabès en Tunisie).
Les phares de Tunisie sont sous l'autorité du Service des phares et balises de la République tunisienne (SPHB).

## Description
Le phare de Gabès est un feu de cinquième ordre qui est mis en service en avril 1893.
C'est une tour cannelée, avec galerie et lanterne, de onze mètres de haut. Elle est attachée à une maison de gardiens d'un seul étage. La tour est peinte en blanc et la galerie et la lanterne sont peintes en noir. Il émet, à une hauteur focale de treize mètres au-dessus du niveau de la mer, deux éclats blancs toutes les six secondes, visibles jusqu'à 36 kilomètres. C'est le phare d'atterrissage du port de Gabès.
Identifiant : ARLHS : TUN018 - Amirauté : E6348 - NGA : 21820.

### Lien connexe
- Liste des principaux phares de Tunisie
- Liste des phares et balises de Tunisie